# Västergötlands runinskrifter 108
Runinskrift Vg 108 är inristad i en vikingatida runsten som är rest på Tängs gamla kyrka, Tängs socken, Åse härad, Grästorp.

## Stenen
Runstenen är 160 cm hög. Runstenen hittades vid rivningen av Tängs gamla kyrka i mars 1883 cirka 3 m upp i kyrkans västra och äldsta gavel, med runorna inåt muren. Enligt Västergötlands runinskrifter var en del av runorna imålade med röd färg när runstenen togs ur kyrkan (1883) vilket förmodas vara spår efter originalfärgen.
Det första namnet är unikt och har inte kunnat tolkas. Flera västgötska runinskrifter har ett berömmande tillägg om den döde, bland annat förekommer uttrycket en mycket god tägn flera gånger. 
Ordet tägn betyder förmodligen ”medlem av (kungligt) krigarfölje”.
Stenen är daterad till cirka 980–1015.

## Inskrifter
Translitterering av runraden:
: stulnufþi : risþi : stin : þonsi : iftiʀ : ... : fuþur : sin : miu(k) : kuþan : þikn :
Normalisering till runsvenska:
...haufði ræisti stæin þannsi æftiʀ ..., faður sinn, miok goðan þegn.
Översättning till nusvenska:
stulnufþi reste denna sten efter …, sin fader, en mycket god tägn.
Namnet stulnufþi tolkas som ett namn på -hôfði, som betecknar en person med viss egenskap som anges i förleden; avledning till (fornsvenska) hôfuð – ’huvud’.